# Голденс-Бридж (Нью-Йорк)
Голденс-Бридж (англ. Goldens Bridge) — переписна місцевість (CDP) в США, в окрузі Вестчестер штату Нью-Йорк. Населення — 1628 осіб (2020).

## Географія
Голденс-Бридж розташований за координатами 41°17′4″ пн. ш. 73°40′20″ зх. д. / 41.28444° пн. ш. 73.67222° зх. д. (41.284449, -73.672112).  За даними Бюро перепису населення США в 2010 році переписна місцевість мала площу 6,64 км², з яких 6,29 км² — суходіл та 0,34 км² — водойми.

## Демографія
Згідно з переписом 2010 року, у переписній місцевості мешкало 1630 осіб у 631 домогосподарстві у складі 444 родин. Густота населення становила 246 осіб/км².  Було 690 помешкань (104/км²).
Расовий склад населення:
| - 92,7 % — білих - 2,6 % — азіатів - 2,5 % — чорних або афроамериканців |

До двох чи більше рас належало 1,3 %. Частка іспаномовних становила 5,6 % від усіх жителів.
За віковим діапазоном населення розподілялося таким чином: 24,4 % — особи молодші 18 років, 62,4 % — особи у віці 18—64 років, 13,2 % — особи у віці 65 років та старші. Медіана віку мешканця становила 44,3 року. На 100 осіб жіночої статі у переписній місцевості припадало 92,4 чоловіків;  на 100 жінок у віці від 18 років та старших — 86,4 чоловіків також старших 18 років.
Середній дохід на одне домашнє господарство  становив 164 776 доларів США (медіана — 122 406), а середній дохід на одну сім'ю — 195 922 долари (медіана — 150 469). За межею бідності перебувало 2,2 % осіб, у тому числі 4,4 % дітей у віці до 18 років та 0,0 % осіб у віці 65 років та старших.
Цивільне працевлаштоване населення становило 698 осіб. Основні галузі зайнятості: освіта, охорона здоров'я та соціальна допомога — 30,1 %, науковці, спеціалісти, менеджери — 14,5 %, фінанси, страхування та нерухомість — 9,3 %, оптова торгівля — 9,0 %.